# Воронеж
Воронеж або Вороніж (рос. Воронеж) — місто в Росії, адміністративний центр Воронезької області; розташоване на річці Воронеж. Засноване 1586 року. Статус міста з 1711 року.
Місто-мільйонник. Населення 1 046 425 жителів. (2024).

## Географія
Воронеж має стратегічне положення в Росії, оскільки він є транспортним вузлом у напрямках Північ-Південь і Схід-Захід. Через місто проходить одна з найкращих федеральних доріг М4 Дон E115
Неподалік Воронежа розташовані такі міста: Ростов-на-Дону, Волгоград, Бєлгород, Саратов, Курськ, Липецьк, Тамбов, Луганськ.

### Клімат
Воронеж знаходиться в зоні помірного клімату.
| Клімат Воронежа                                                                                          | Клімат Воронежа | Клімат Воронежа | Клімат Воронежа | Клімат Воронежа | Клімат Воронежа | Клімат Воронежа | Клімат Воронежа | Клімат Воронежа | Клімат Воронежа | Клімат Воронежа | Клімат Воронежа | Клімат Воронежа | Клімат Воронежа |
| Показник                                                                                                 | Січ.            | Лют.            | Бер.            | Квіт.           | Трав.           | Черв.           | Лип.            | Серп.           | Вер.            | Жовт.           | Лист.           | Груд.           | Рік             |
| Абсолютний максимум, °C                                                                                  | 8,0             | 11,0            | 18,4            | 28,5            | 35,7            | 38,9            | 40,1            | 40,5            | 31,9            | 26,5            | 18,1            | 12,2            | 40,5            |
| Середній максимум, °C                                                                                    | −3,4            | −3              | 2,9             | 13,8            | 21,1            | 24,4            | 26,6            | 25,5            | 18,9            | 10,9            | 2,3             | −2,5            | 11,5            |
| Середня температура, °C                                                                                  | −6,1            | −6,5            | −1              | 8,3             | 14,8            | 18,5            | 20,5            | 19,2            | 13,3            | 6,9             | −0,4            | −5              | 6,9             |
| Середній мінімум, °C                                                                                     | −8,8            | −9,3            | −4,2            | 3,6             | 9,3             | 13,2            | 15,2            | 13,7            | 8,7             | 3,6             | −2,6            | −7,6            | 2,9             |
| Абсолютний мінімум, °C                                                                                   | −36,5           | −36,2           | −32             | −16,8           | −3,3            | −1,6            | 5,0             | 0,4             | −5,2            | −15,2           | −25,1           | −33,4           | −36,5           |
| Середня кількість сонячних годин на місяць                                                               | 62,0            | 87,6            | 124,0           | 183,0           | 266,6           | 285,0           | 285,2           | 254,2           | 186,0           | 111,6           | 45,0            | 37,2            | 1927,4          |
| Норма опадів, мм                                                                                         | 41              | 37              | 33              | 38              | 46              | 74              | 62              | 52              | 61              | 50              | 46              | 44              | 584             |
| Днів з опадами                                                                                           | 9               | 7               | 7               | 8               | 7               | 9               | 10              | 7               | 8               | 7               | 10              | 11              | 100             |
| Днів зі снігом                                                                                           | 16              | 15              | 9               | 1               | 0               | 0               | 0               | 0               | 0               | 2               | 8               | 14              | 65              |
| Вологість повітря, %                                                                                     | 84              | 82              | 77              | 66              | 61              | 67              | 68              | 67              | 73              | 79              | 85              | 85              | 74              |
| --- | --------------- | --------------- | --------------- | --------------- | --------------- | --------------- | --------------- | --------------- | --------------- | --------------- | --------------- | --------------- | --------------- |
| Джерело: Pogoda.ru.net / Всесвітня метеорологічна організація (ООН) / Обсерваторія Гонконгу (лише сонце) |                 |                 |                 |                 |                 |                 |                 |                 |                 |                 |                 |                 |                 |

## Історія
Воронеж був заснований у 1585–1586 роках. У давнину тут жили хозари, останні гробниці яких ще бачив де Бруїн у 1702 році. Воронеж був одним з перших укріплених міст, висунутих наприкінці XVI століття вглиб придонських степів на захист Московської держави від набігів різних ординських нападників.
У 1590 році Воронеж був зруйнований українськими козаками («канівські черкаси»), але його швидко відновили. Бувши на такому жвавому торговому шляху, як точка злиття Воронежа з Доном, тоді ще цілком судноплавних річок, Вороніж не міг надовго залишатися тільки військовим містом. До середини XVII століття торгівля досягла тут великого розмаху. Незабаром стали виникати нові, південніші, укріплені міста, побудовані, головним чином, прибулими в 1652 році острогозькими козаками. Останні отримали нові права і переваги, зокрема право безмитної торгівлі і безподаткового шинкування. Це завдало сильного удару торгівлі Воронежа, позбавленого привілеїв.
Нова епоха міста починається в 1695 році — з прибуття Петра I для побудови тут флоту. Воронеж здавна служив верф'ю, де будувалися «струги, годные к мореходному делу». Але місту судилося стати колискою не лише військового, а й торговельного флоту Росії. У 1772 році, за ініціативою уряду, у Воронежі утворилося перше в Росії «акціонерне торгове товариство для мореплавання», зі статутом, затвердженим Його Величністю, і з правом замовляти морські судна у військових адміралтействах. Військова верф у Воронеже існувала недовго; через поступове обміління річок, вона спершу була перенесена до Таврова, потім південніше, до гирла, і, нарешті, через мілководдя, абсолютно скасована.
18 (29) грудня 1708 року Воронезький повіт ввійшов до складу Азовської губернії. 1711 року до Воронежа з Азова переноситься центр губернії. 22 квітня (3 травня) 1725 року Азовська губернія перейменована на Воронізьку. 25 вересня (6 жовтня) 1779 року губернія перетворена на намісництво. 12 (23) грудня 1796 року Воронізьке намісництво було перетворене на губернію.

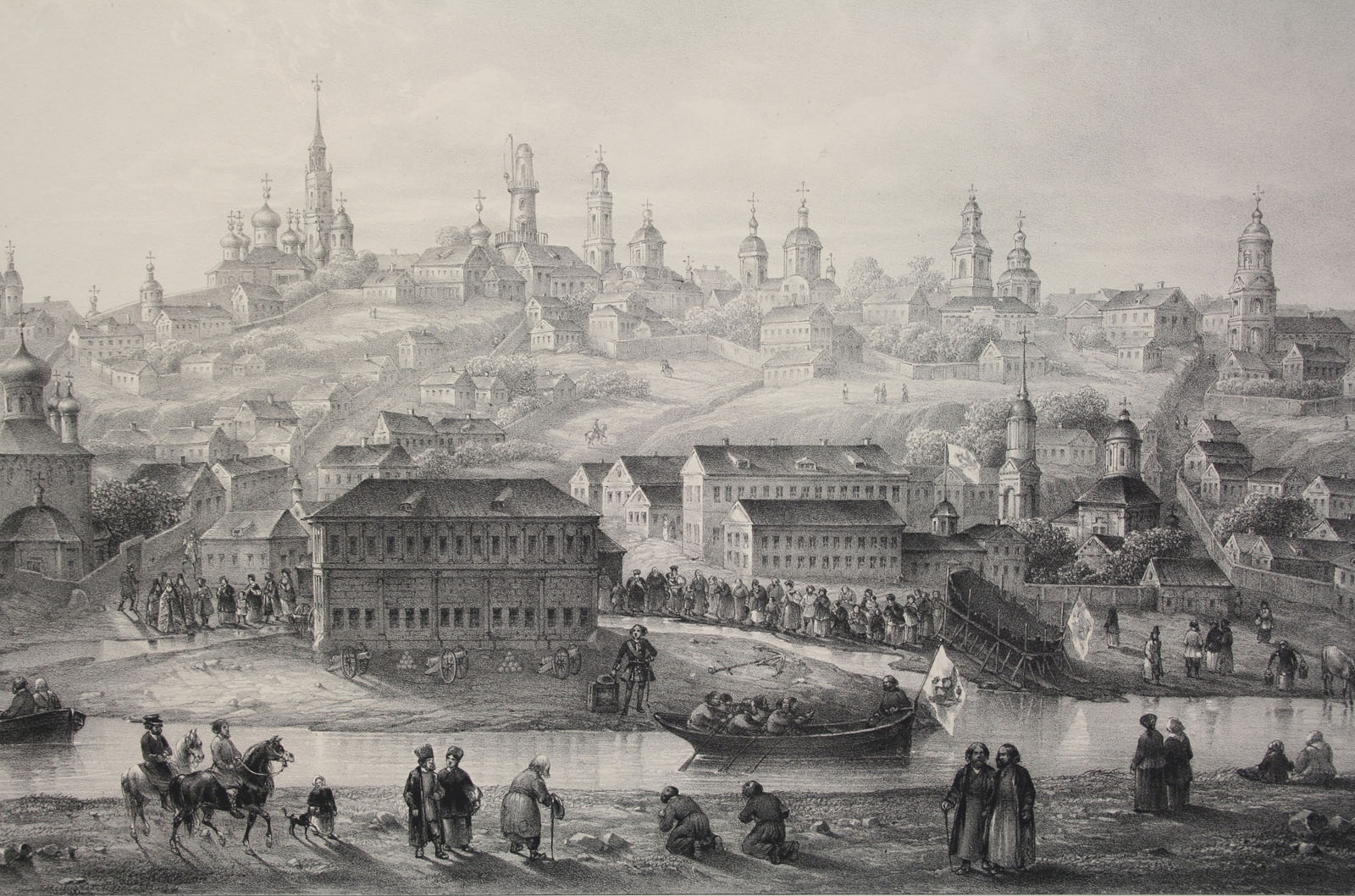
Воронеж у XVIII столітті

1928 року губернію скасовано, Воронеж стає центром Центральночорноземної області. 13 червня 1934 року Центральночорноземна область перейменована на Воронезьку.
На рубежі XIX і XX століть Воронеж був одним із найкрасивіших губернських міст. Йому належало 38271/3 десятин землі, з яких під містом було до 800 десятин, а майже все інше під лісом. Будинків було понад 5500; з них більше половини з каменю. Мешканців налічувалося 61 053, зокрема жінок 28 360. Кількість тих, хто народилися в 1890 році досягла 2281, кількість померлих — 1 998.
Міські доходи становили 309 385 рублів, запасний міський капітал — 3175 рублів. Міських витрат було в 1890 році 312 627 рублів 28 копійок. Воронеж заборгував державному банку 1 010 831 рублів. Колись розлога і квітуча торгівля Воронежа, внаслідок припинення судноплавства, на той час сильно скоротилася; однак, тоді у Воронеже налічувалося 47 фабрик і заводів, цінність виробництва яких досягала суми в 1 248 548 рублів (у 1862 році торговий обіг міста перевищував ще 3,5 млн рублів).
На початку 1930-х років у місті виходила офіційна українськомовна газета «Ленінський Шлях», при Сільськогосподарському та Педагогічному інститутах діяли українські відділи, які обслуговували мережу освітніх закладів Північної Слобожанщини.

## Населення
Зміна чисельності населення Воронежа за роками
| 5000                                   | ▲13 000 | ▲80 599 | ▲326 932 | ▲516 000 | ▲905 000 | ▲979 884 | ▲1 057 431 | ▲1 079 550 |
| В період з 1676 по 2022 рік (тис. ос.) |         |         |          |          |          |          |            |            |

### Українська громада Воронежа
Воронеж — центр українського етнічного краю Східної Слобожанщини.
Українці зорганізовані в нечисельні українські товариства Воронежа. У 1990 році було створене Українське товариство «Перевесло», яке очолив професор кафедри експериментальної фізики ВДУ Микола Бірюк. У декількох воронізьких школах проводилось факультативне викладання української мови. Проте воно зазнало тиску, години забирали через малокомплектність. А втім, окремі вчителі у свій вільний час безкоштовно проводили гуртки. Діє дитячий хор української пісні. Товариство «Перевесло» організовувало поїздки школярів в Україну. Українська громада видає газету «Східна Слобожанщина» [Архівовано 12 лютого 2007 у Wayback Machine.].

## Адміністрація

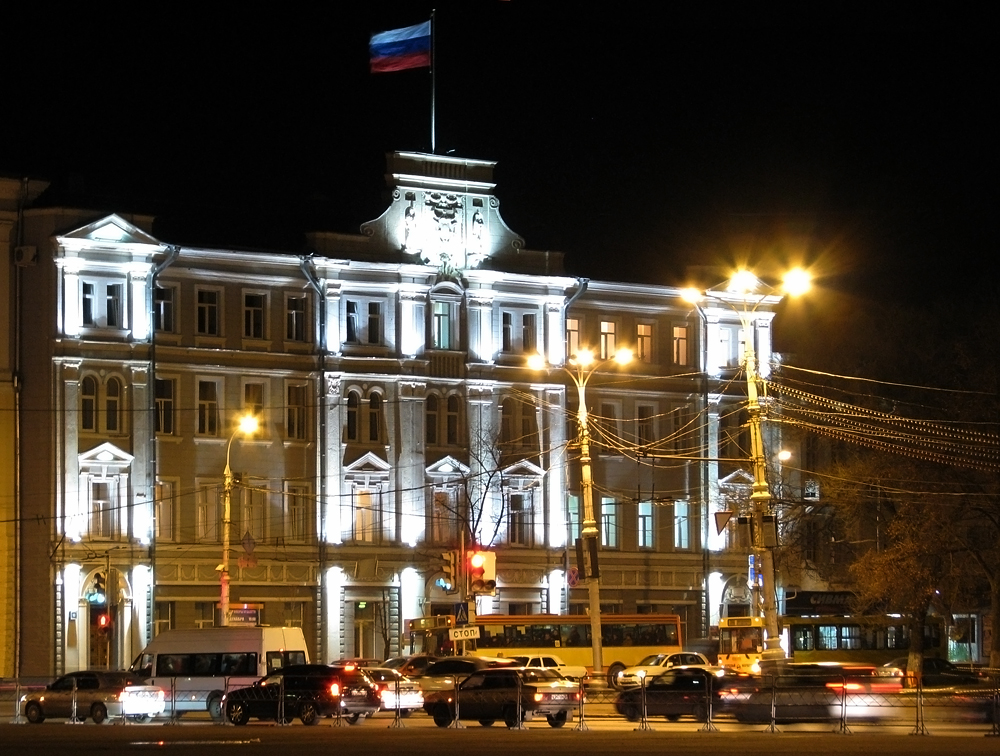
Будівля Мерії Воронежа

Функції органів влади в районах виконують управи, є територіальними виконавчо-розпорядчими органами адміністрації міста. На чолі управ стоять керівники, які призначаються на посаду головою міського округу за погодженням з міською думою.
Представницьким органом місцевого самоврядування в місті є Воронезька міська дума, яка, відповідно до Статуту міста, складається з 36 депутатів, що обираються від 18 двохмандатних округів. Для реалізації своїх контрольних повноважень міська дума формує контрольний орган — контрольно-рахункову палату міського округу, положення про яку затверджується міською думою.

### Адміністративний поділ
Територія сучасного Воронежа покриває 596 км², адміністративно ділиться на 6 районів, 28 мікрорайонів.

## Наука
Наприкінці XIX століття в місті було декілька метеорологічних станцій.
Сфера освіти була представлена духовною семінарією, однією чоловічою і двома жіночими гімназіями, чоловічою і жіночою прогімназіямі. Також були: реальне училище, кадетський корпус і училища: духовне, повітове, залізничне, єпархіальне, фельдшерське; вчительська семінарія; до 40 міських шкіл і училищ.
Сьогодні в місті знаходиться 40 вищих і 53 середніх спеціальних навчальних заклади. Діти дошкільного віку відвідують 116 дитячих садів.
Воронеж в Європі має більше всіх нобелівських лауреатів.
- Бунін Іван Олексійович отримав премію в 1933 році з літератури.
- Черенков Павло Олексійович в 1958 році. За відкриття і тлумачення ефекту Вавилова-Черенкова.
- Басов Микола Геннадійович отримав нобелівську премію з фізики в 1964 році. Басов став відомий як творець лазера.

## Економіка
Загалом у місті 43 564 юридичних осіб і 27 894 індивідуальних підприємців.
у 2017 році загальний виторг всіх підприємств міста склала 1 трильйон 490 мільярдів рублів, тим самим у економіці регіону, Воронеж генерує 76,35 % усієї виторгу.

### Промисловість

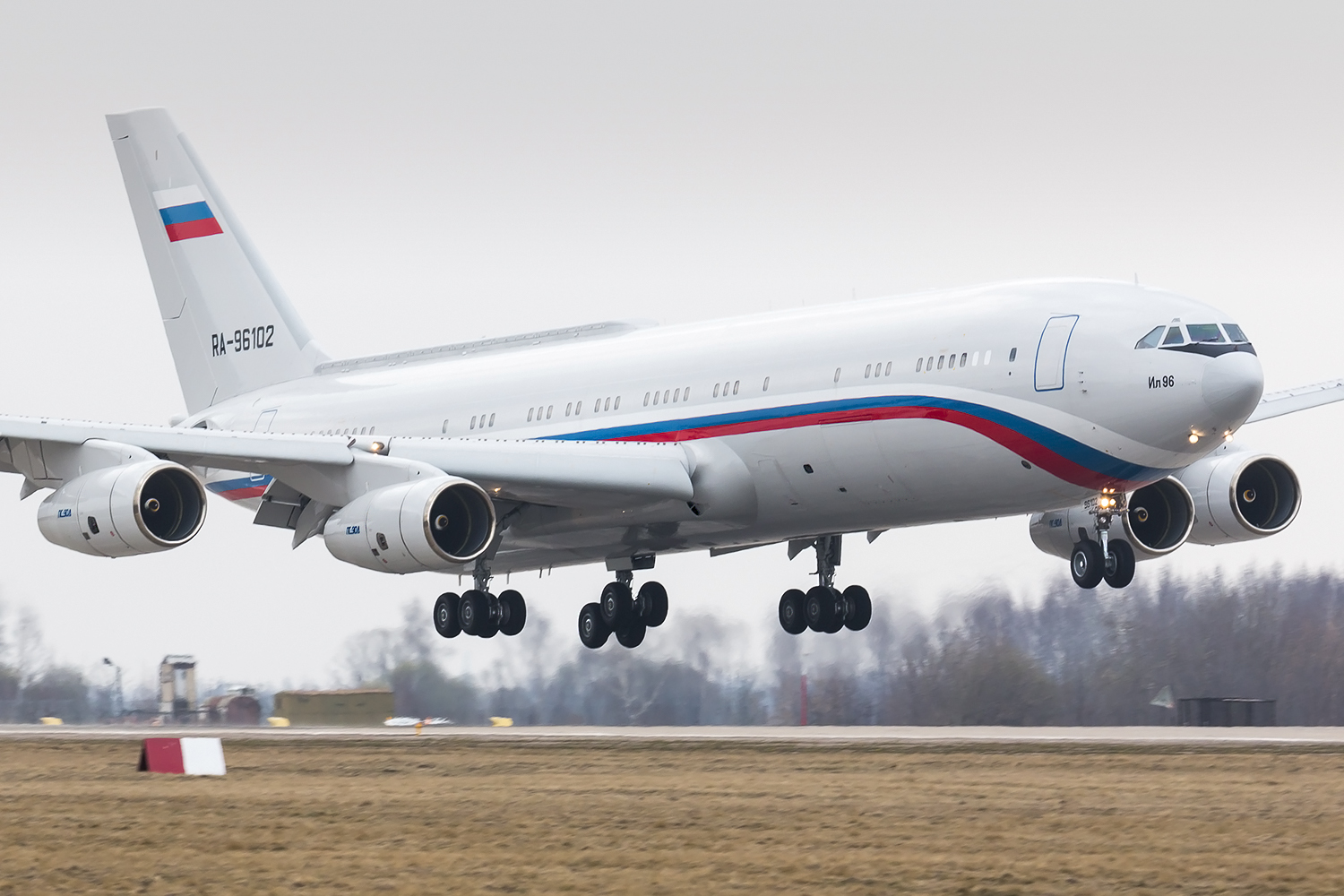
Аеробус Іл-96

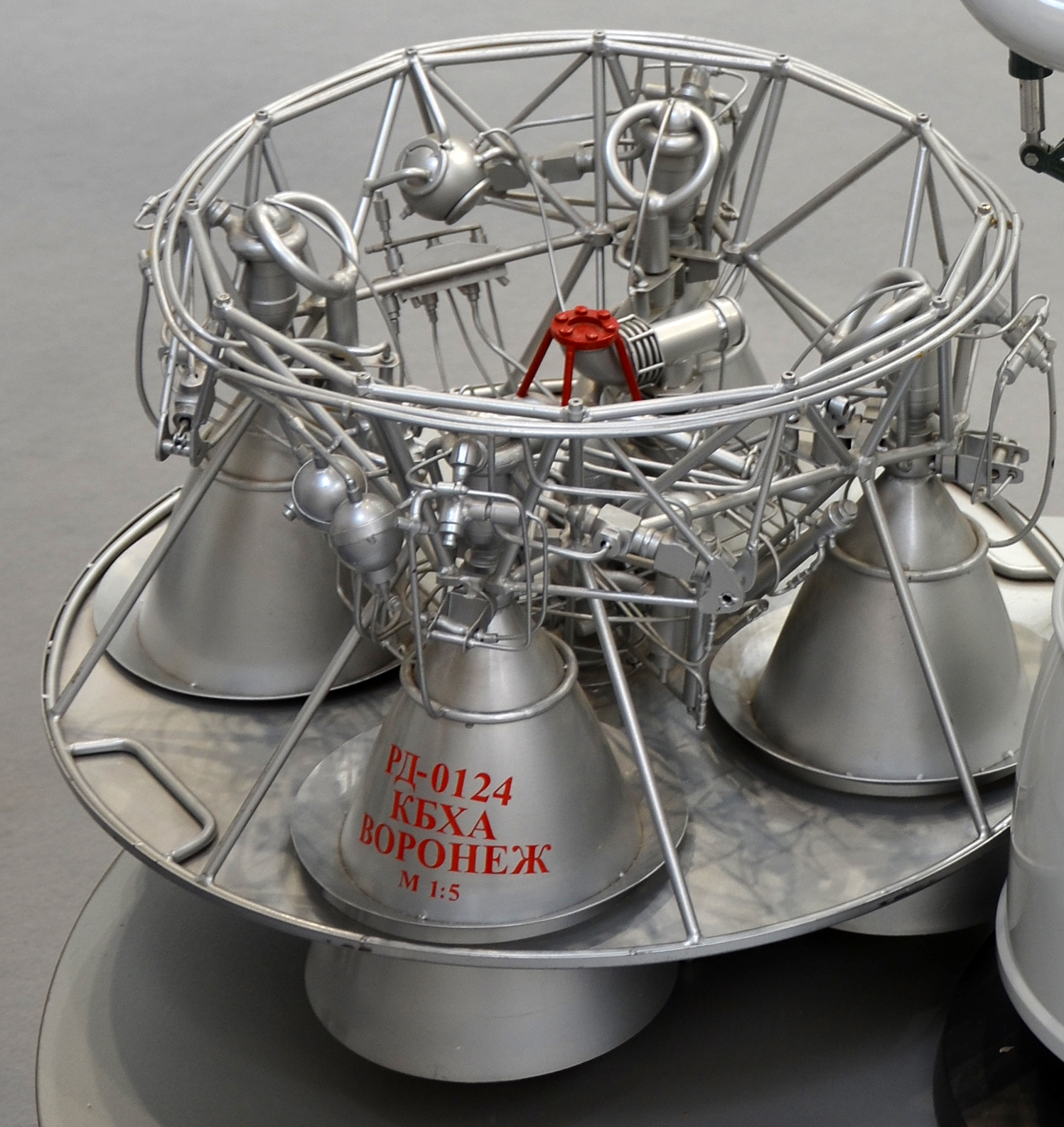
Ракетний двигун РД-0124

- «Концерн „Сузір'я“» (рос. Концерн «Созвездие», Воронежский НИИ Связи при СССР)[14] — підприємство радіоелектронної галузі Росії, що спеціалізується на розробці і виробництві комплексів, систем і засобів зв'язку для Збройних Сил РФ та інших спецформувань, а також продукції подвійного і цивільного призначення. Є головним підприємством інтегрованої структури Концерн «Сузір'я», що об'єднує 20 підприємств у 11 регіонах країни. 1958 року перші в світі створили мобільний зв'язок[15]
- Конструкторське бюро хімавтоматики[16] — один із світових лідерів у створенні рідинних ракетних двигунів, учасник усіх вітчизняних пілотованих програм освоєння космосу. На базі КБХА заснований Воронезький центр ракетного двигунобудування.[17]
- Воронезьке акціонерне літакобудівне товариство[18] (рос. ПАО «ВАСО»)— один з первістків російського літакобудування. Засноване 1929 року. Під час Другої світової війни історія заводу пов'язана з випуском літака «Іл-2» — радянського фронтового штурмовика та одного з наймасовіших повітряних суден в історії. У 1968 році у Воронежі на Воронезькому авіаційному заводі було налагоджено виробництво першого в світі серійного надзвукового пасажирського літака Ту-144. В даний час завод випускає літаки:
 ІЛ-96 300, ІЛ-112В, ІЛ-114 300, ІЛ-96 400 а також різні агрегати до літаків МС-21, SSJ-100.
- Воронезька кондитерська фабрика[19] — одне з найбільших кондитерських підприємств Росії.
- Воронезький механічний завод (рос. ВМЗ)[20] — науково-виробничий комплекс, що сформувався на основі виробництва авіаційних і ракетних двигунів. ВМЗ причетний до таких славних досягнень світової космонавтики як старти кораблів «Восток» з Юрієм Гагаріним та участі в міжнародних проєктах XXI століття. Крім іншого завод виробляє вузли та агрегати для тепловозів, обладнання для видобутку нафти і газу.[21]
- Воронезький пивоварний завод Балтика продуктивністю до 200 мільйонів літрів на рік.[22]
- Завод з випуску важких механічних пресів (рос. ТМП) для ковальських і листоштампувальних виробництв.[23]
- KDV-Воронеж одна з найбільших в світі кондитерська фабрика[24]
- Рудгормаш — завод виробляє бурове, збагачувальне, і гірничо шахтне обладнання[25]
- Воронезький завод напівпровідникових приладів[26]
- Воронежстальмост — підприємство з виробництва металевих прогонових будов, мостів будь-яких типів, розмірів і складності.[27]
- ОКБМ — підприємство спеціалізується на розробці, виробництві і випробуваннях авіаційних поршневих двигунів, редукторів механізмів і трансмісійних систем для авіаційних та авіаційно-космічних апаратів.[28]
- Воронежсельмаш — завод виробляє обладнання для післязбиральної обробки, сушіння та зберігання зерна. А також будівництво елеваторів під ключ.[29]
- Вагонреммаш — виробляє комфортабельні залізничні пасажирські вагони і проводить капітальний ремонт існуючих.[30]
- Молочний комбінат «Воронезький» (холдинг Молвест) — найбільший в Черноземье виробник готової молочної продукції і третя компанія в Росії за обсягом переробки молока.[31]
- ЗАО «Орбита» спеціалізується на розробці, освоєнні і випуску апаратури регулювання та контролю систем електропостачання космічних апаратів, а також на випуску автономних турбогенераторних джерел електроживлення.[32]

і багато інших.

### Заробітна плата
2023 року середня заробітна плата в місті 51 750 рублів. Номінальна заробітна плата 45 022 руб.

## Вищі навчальні заклади міста

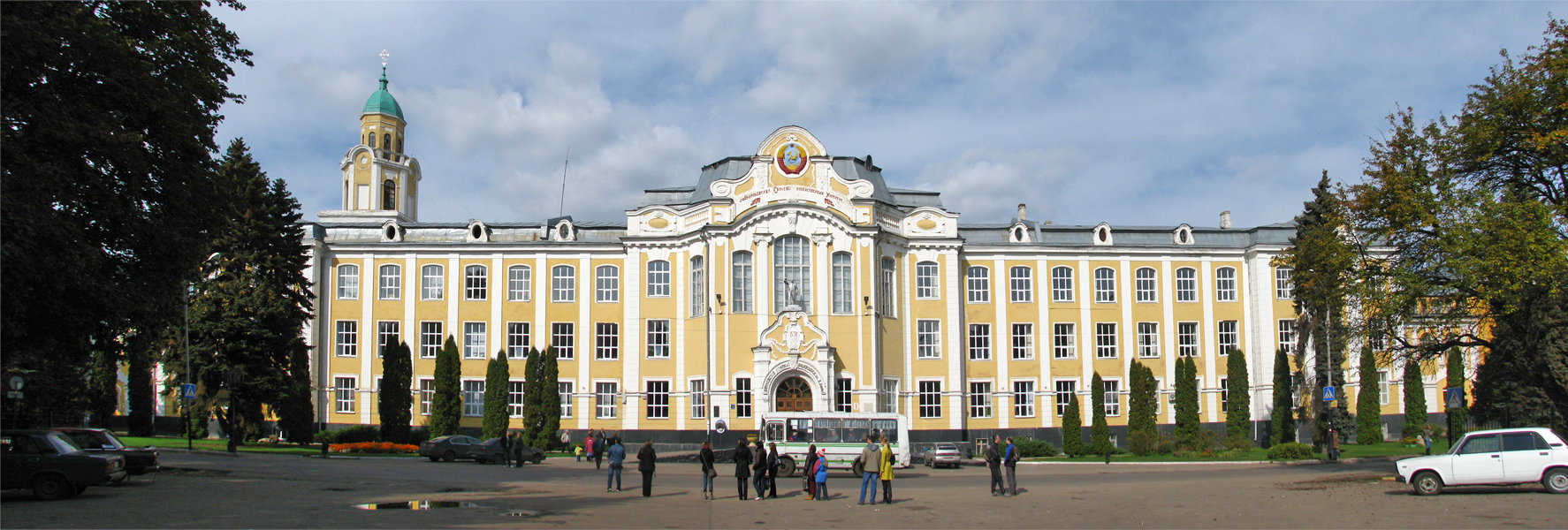
Воронезький державний аграрний університет

- Воронезький державний університет (ВДУ)[34]
- Воронезький державний університет інженерних технологій[35]
- Воронезький державний медичний університет ім. Бурденко[36]
- Воронезький державний лісотехнічний університет ім. Морозова[37]
- Воронезький державний аграрний університет імені імператора Петра I (ВДАУ)[38]
- Воронезький державний педагогічний університет[39]
- Воронезький державний технічний університет[40]
- Російський державний університет правосуддя[41]
- Воронезький державний архітектурно-будівельний університет (ВДАБУ)
- Воронезький державний інститут мистецтв[42]
- Академія ФСО Росії[43]
- Воронезький військовий авіаційний інженерний інститут (ВВАІІ)
- Воронезька військово-повітряна академія імені М. Є. Жуковського та Ю. О. Гагаріна
- Воронезький державний інститут фізичної культури
- Воронезький економіко-правовий інститут
- Воронезький інститут МВС Росії
- Гуманітарний інститут (філія Відкритого соціального університету)
- Інститут економіки і права
- Інститут менеджменту, маркетингу та фінансів
- Інститут перепідготовки кадрів харчової і переробної промисловості міжрегіональний
- Міжнародний університет високих технологій
- Міжнародний університет комп'ютерних технологій
- Московська академія економіки і права (філія)
- Московський гуманітарно-економічний інститут (філія)
- Московський державний університет комерції (філія)
- Московський інститут економіки менеджменту і права (філія)
- Московський соціальний університет міністерства праці і соціального розвитку (державна філія)
- Московський сучасний гуманітарний інститут (філія)
- Московський університет комерції (державна філія) та інші

Воронеж є одним з найбільших центрів вищої освіти.

## Культура

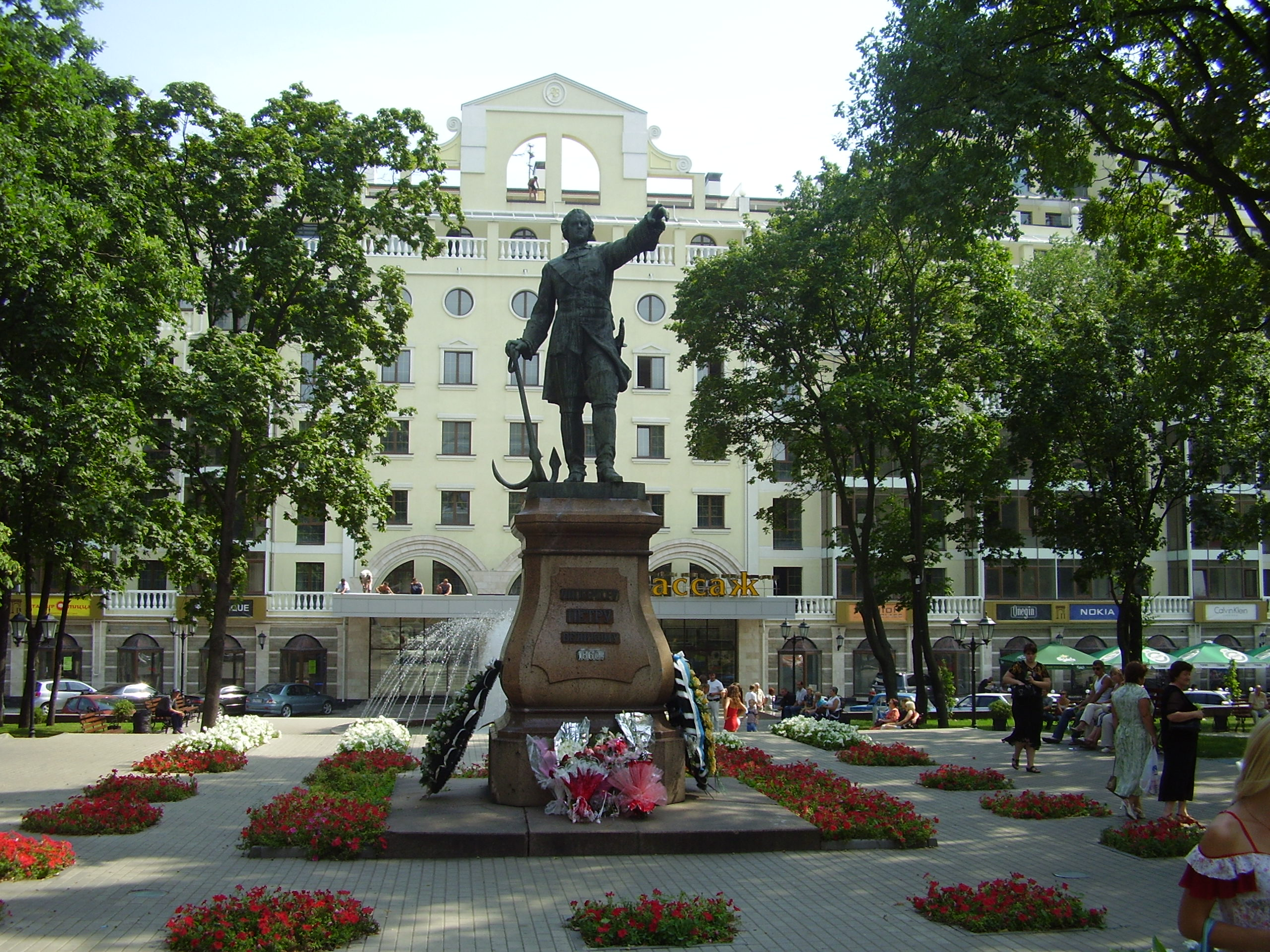
Воронеж. Петровський сквер

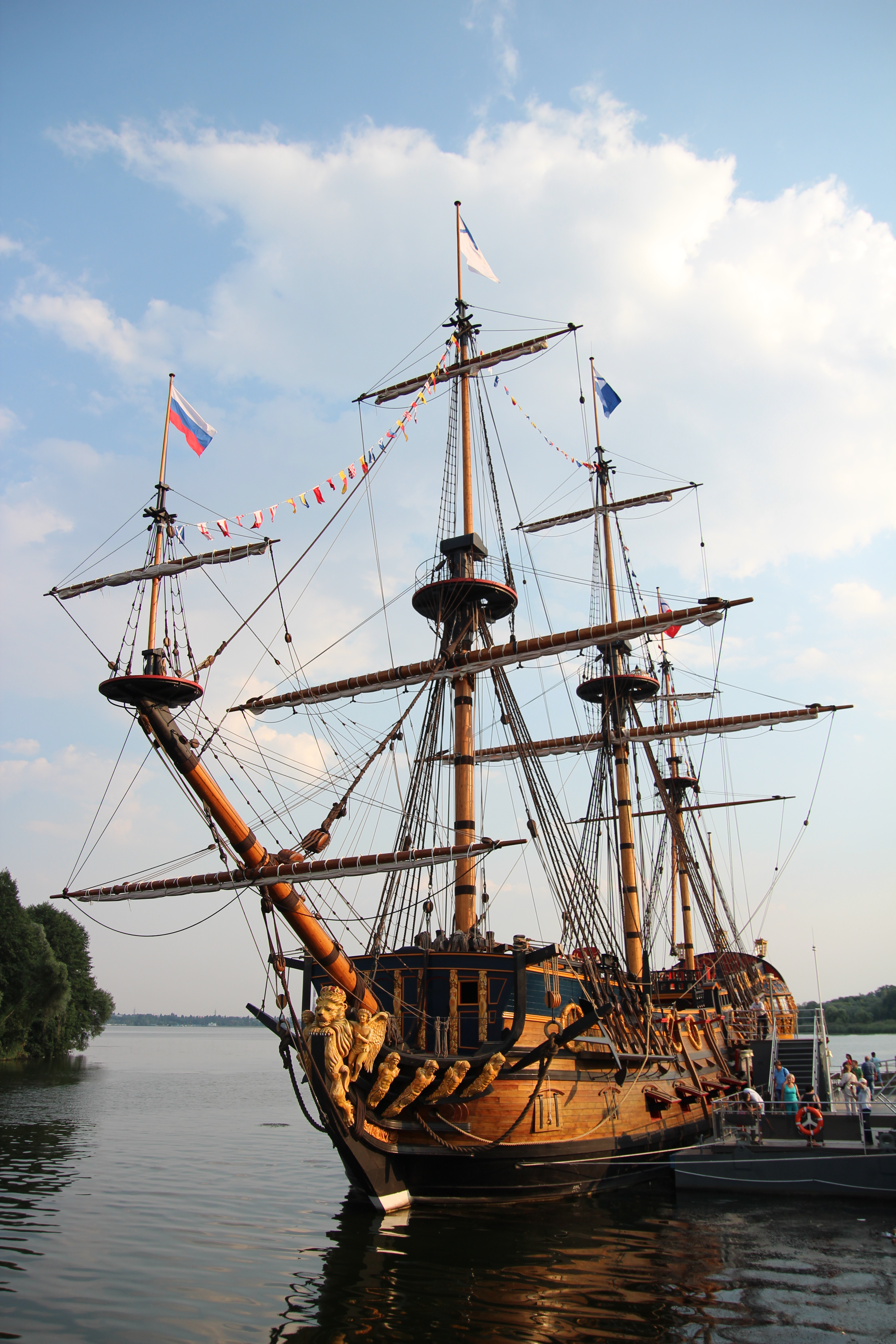
Воронеж. Корабль музей Гото Предестинація на адміралтейський площі

Часті пожежі, які відбувалися в місті протягом XVIII століття, знищили багато пам'яток Петрівського часу; однак палац Петра з цитаделлю, пізніше перетворений на шерстемийню, і Цейхгауз на острові вціліли. Цейхгауз спочатку був перетворений на шерстемийню, але потім за указом імператора його було викуплено з приватних рук і подарено місту з умовою відповідальності за цілісність коштовної пам'ятки. Наприкінці XIX століття в ньому розміщувався петрівський яхт-клуб.
Визначними місцями Воронежа наприкінці XIX —на початку XX століття були: пам'ятники Петру I, О. В. Кольцову і І. С. Нікітіну (останні два народилися у Воронежі), Митрофаніївський монастир з мощами святителя Мирофана, музей при статистичному комітеті і при публічній бібліотеці.
Зараз під охороною держави знаходяться 310 воронізьких об'єктів культурної спадщини. Серед них понад 80 пам'ятників і бюстів і територія у 759 га (з 1990 року). Збереглися пам'ятники Петрові I, І. С. Нікітіну, О. В. Кольцову, а також І. О. Буніну та А. П. Платонову. Понад 100 меморіальних дощок. Багато архітектурних пам'яток знаходяться у процесі експертизи та реставрації.
У Воронеже видавалися єпархіальні і губернські відомості, приватні газети «Дон» і «Воронезький телеграф» і два соціальних жірнали: «Філологічні записки» і «Медична бесіда».
Сьогодні у місті працюють 51 бібліотека, 5 виставкових залів, 15 палаців культури і клубів, 11 музеїв, 13 творчих об'єднань, 9 кінотеатрів, 8 театрів, філармонія, цирк.
Щорічно у місті проходять 6 фестивалів. Найвідоміший міжнародний Платонівський фестиваль мистецт.

### Воронеж— український культурний центр часів Другої світової війни
Частина українських письменників під час Другої світової війни виїхала до Воронежа, який у той час став одним з центрів української культури. Тут видавалися українські газети, брошури і книги, у яких звучав заклик до земляків боротися з ворогом. Антинімецькі твори українських авторів доставлялися в окуповану німцями Україну. Великий авторитет серед своїх колег-літераторів у ту пору в Воронежі мали український поет-лірик, публіцист, перекладач Андрій Самійлович Малишко і творець української національної школи кінематографії, геніальний кінорежисер Олександр Петрович Довженко. У Воронежі Малишко плідно працював у редакції газети «За Радянську Україну», що видавалася в той час в цьому місті. Його знаменита книга «Україно моя» була надрукована в роки війни у Воронежі.
На землях Північної Слобожанщини під час Німецько-радянської війни Олександром Довженком були написані сторінки його знаменитого «Щоденника».

## Архітектура Воронежа
Незважаючи на те, що під час другої світової війни місто було сильно зруйноване (95 % всіх будівель в місті), понад 300 пам'яток архітектури вдалося відновити.
|                        |  |  |  |
| вул. Велика дворянська |  |  |  |

|                                                 |  |  |  |  |  |  |
| Прибутковий будинок статського радника Клигмана |  |  |  |  |  |  |

## Визначні місця
- Пам'ятник Буніну
- Пам'ятник Кольцову
- Пам'ятник Нікітіну
- Пам'ятник Петрові I
- Пам'ятник Платонову
- Пам'ятник псові, герою твору Гаврила Троєпольського «Білий Бім, Чорне Вухо»
- Пам'ятник «Кошеняті з вулиці Лизюкова»
- Пам'ятний знак на місці висадки першого повітряного десанту в Радянському Союзі
- Будинок-музей Дурова
- Будинок-музей Кольцова
- Музей «Арсенал», присвячений німецько-радянській війні
- Воронезький обласний краєзнавчий музей
- Воронезький обласний літературний музей імені І. С. Нікітіна
- Будинок-музей Нікітіна
- Будинок, де народився Іван Бунін
- Воронезький обласний художній музей імені І. М. Крамського
- Корабель-музей «Гото Предестинація»
- Успенський Адміралтейський храм
- Північний двоярусний трамвайний міст
- Чернавський міст

## Готелі Воронежа

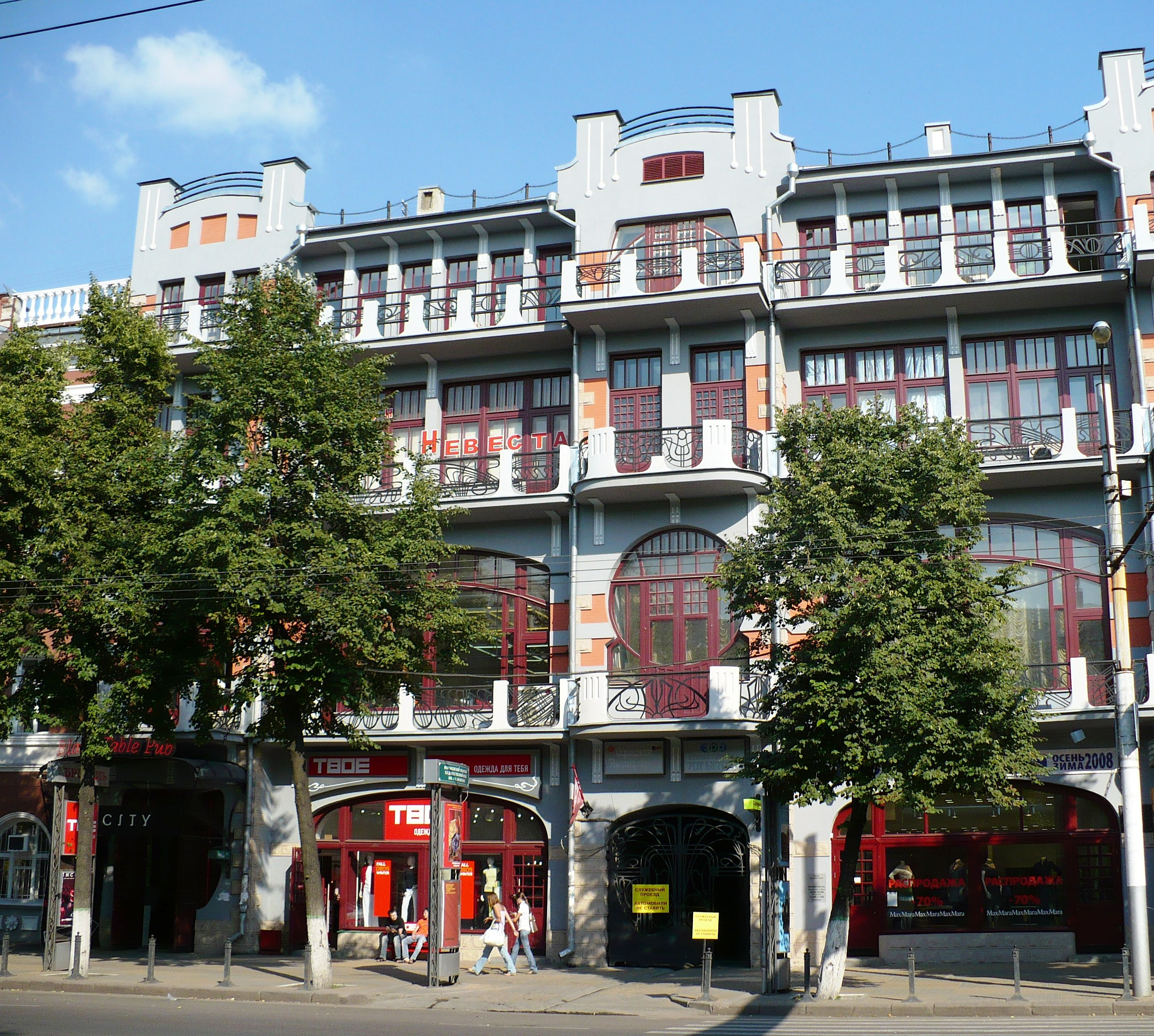
Воронеж. Готель Бристоль, 1910 р.

В даний час діє понад 73 готелів. Готелі, що пройшли класифікацію за Єдиній системі класифікації готелів та інших засобів розміщення:
| \| Категорія \| Назва \| \| --------- \| ------------------------------------- \| \| \| Ramada Plaza Voronezh City Centre \| \| \| Marriott Voronezh \| \| \| Бутик-Отель Ветряков \| \| \| Mercure Voronezh \| \| \| Art Hotel Voronezh \| \| \| Benefit Plaza Congress Hotel \| \| \| O-HARA \| \| \| Гостиничный комплекс Яр \| \| \| Four Points by Sheraton Voronezh \| \| \| Отель Петровский Пассаж \| \| \| Azimut Hotel Voronezh \| \| \| Amaks Park-hotel \| \| \| Hampton by Hilton Voronezh \| \| \| Holiday Inn Express Voronezh — Kirova \| |                                       |
| Категорія | Назва                                 |
| 5/5 зірок | Ramada Plaza Voronezh City Centre     |
| 5/5 зірок | Marriott Voronezh                     |
| 5/5 зірок | Бутик-Отель Ветряков                  |
| 4/5 зірок | Mercure Voronezh                      |
| 4/5 зірок | Art Hotel Voronezh                    |
| 4/5 зірок | Benefit Plaza Congress Hotel          |
| 4/5 зірок | O-HARA                                |
| 4/5 зірок | Гостиничный комплекс Яр               |
| 4/5 зірок | Four Points by Sheraton Voronezh      |
| 3/5 зірок | Отель Петровский Пассаж               |
| 3/5 зірок | Azimut Hotel Voronezh                 |
| 3/5 зірок | Amaks Park-hotel                      |
| 3/5 зірок | Hampton by Hilton Voronezh            |
| 3/5 зірок | Holiday Inn Express Voronezh — Kirova |

## Транспорт
До кінця XIX століття в місті були водопровід і кінна залізниця, у 1926 році з'явився трамвай, а в 1960 році було запущено тролейбус

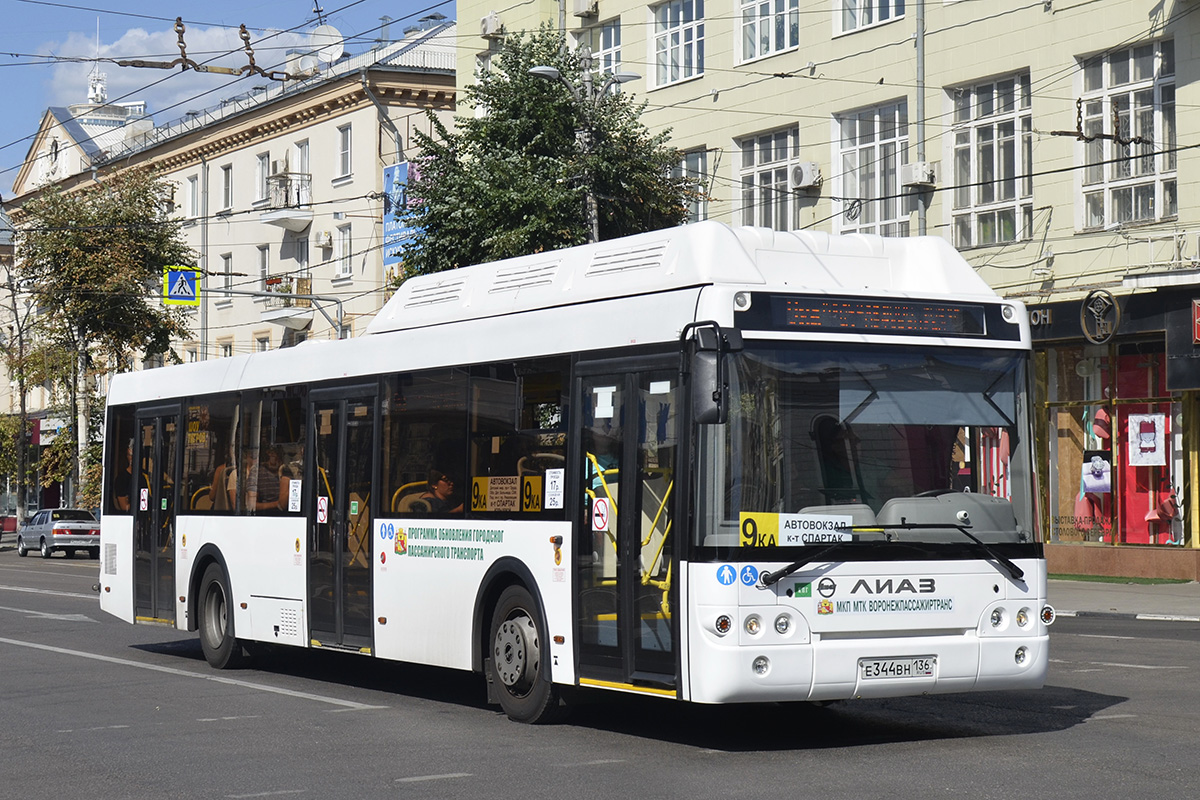
Автобус ЛіАЗ на вулиці Воронежа № 9 КА

У місті діє невелика кількість муніципальних автобусів і більше двох тисяч маршрутних таксі і комерційних автобусів. У Воронежі під загрозою знаходиться тролейбусний рух, у муніципальній власності є всього 30 працюючих тролейбусів.
Наприкінці соціалізму у Воронежі проєктувався метрополітен. Сьогодні за новим генпланом пропонується створення наземного легкого метро.
Є міжнародний аеропорт Воронеж імені Петра Першого і військове летовище Балтимор .
Через Воронеж по об'їзній дорозі проходить автомагістраль М4 «Дон».

### Тролейбус

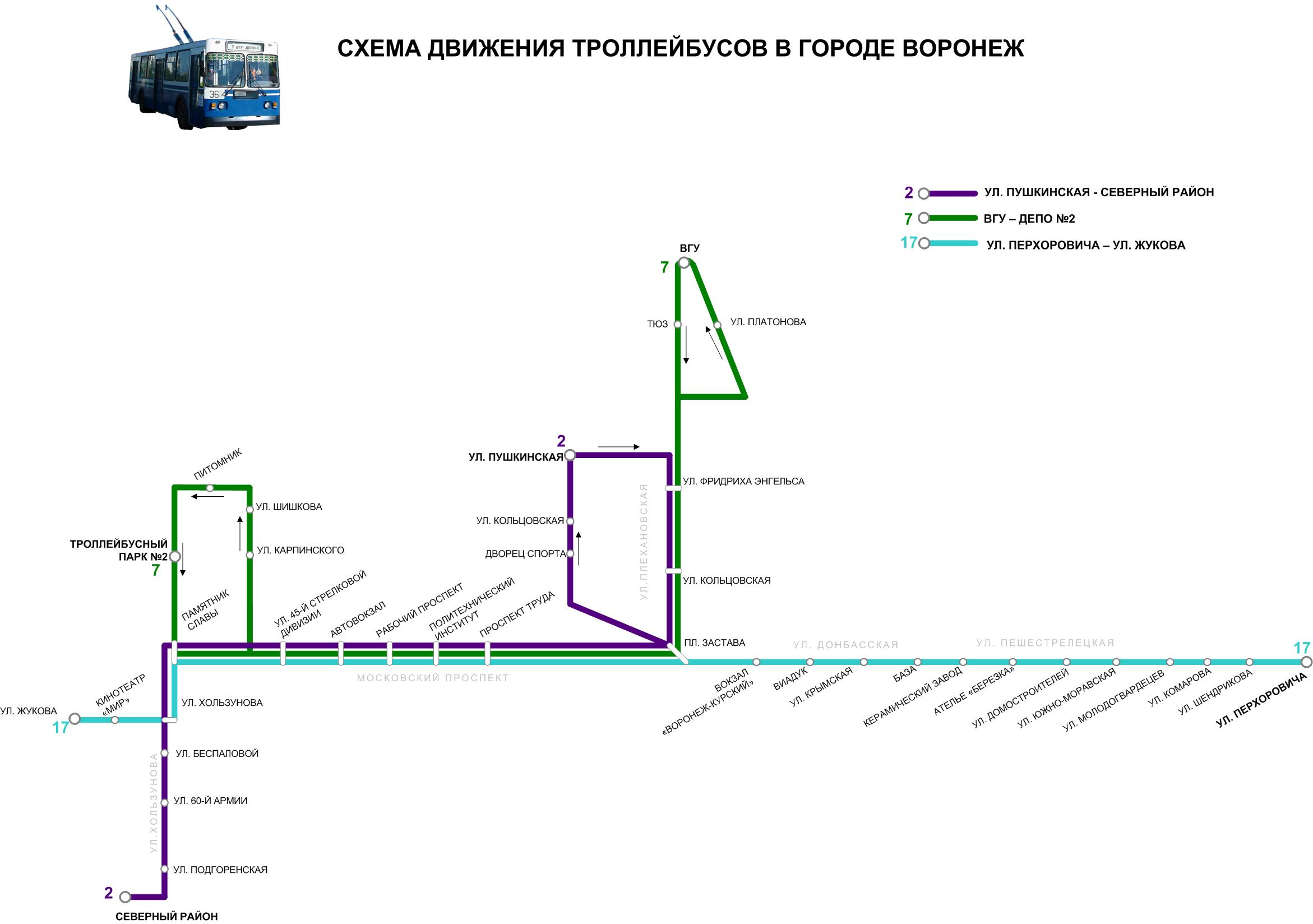
Схема тролейбусних маршрутів

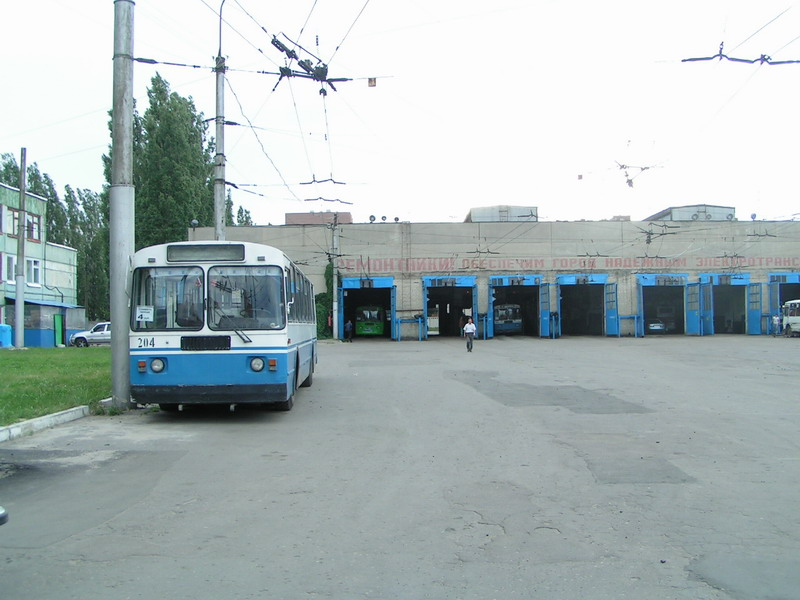
Друге тролейбусне депо. 2006 рік.

Воронезький тролейбус був запущений 8 листопада 1960 року. Перший тролейбус МТБ-82 вивів на маршрут з Першого тролейбусного парку на вулиці Космонавтів герой Радянського Союзу Дмитро Ілліч Лебедєв. Було відкрито 3 тролейбусних маршрути.
У 2001 році загальна довжина ліній становила 141 км. 18 маршрутами курсували 136 тролейбусів. У місті було 2 тролейбусних депо і нічний майданчик для стоянки тролейбусів на лівому березі.
У 2002 році розпочалося закриття ліній у зв'язку з очікуваним банкрутством підприємства «Воронежміськелектротранс». Майно підприємства було передане МТК «Воронежпасажиртранс», що супроводжувалося масовими звільненнями. Нічний майданчик для стоянки передали ПАТП-4. У 2003 році розпочалась процедура банкрутства «Воронежміськелектротрансу», територія Першого тролейбусного парку імені Д. І. Лебедєва була віддана в оренду ВАТ «Нижегородський тролейбус». 2005 року територію депо продали ВАТ «Атлантида» (місто Іжевськ) під будівництво торгового центру.
1 лютого 2006 року на закритому аукціоні було продане майно «Воронежміськелектротрансу», яке включало територію Другого тролейбусного депо і диспетчерські пункти тролейбусів, фірмі ТОВ «Стройплюс». Кілька гектарів міської землі, будівлі і споруди депо продали за початковою ціною 29 млн. рублів на закритих торгах (представників мерії і міської Думи на аукціон не пустили). Торги були оскаржені в судах мерією міста.
2 лютого 2006 року на площі Леніна відбувся велелюдний мітинг з вимогами не допустити припинення тролейбусного і трамвайного руху в місті. Мерія міста починає переговори з ВАТ «Атлантида» про обмін земіл купленого ними депо на іншу ділянку.
У березні 2006 року ВАТ «НижТрол» припиняє випуск тролейбусів на лінії, з лютого не оплачують заробітну платню працівникам першого депо. Закривається половина існуючих на той час маршрутів (№ 4, 5, 11). У квітні міська влада розриває контракт з ВАТ «НижТрол» через невиконання останнім умов оренди. На площі Леніна знову відбувся мітинг на підтримку електротранспорту. 18 працездатних тролейбусів передаються з першого депо до другого. Федеральний арбітражний суд у Брянську визнає законними підсумки аукціону з продажу майна Другого тролейбусного депо на вулиці Хользунова. Однак завершенню угоди перешкоджає розслідування, розпочате воронезькою Федеральною реєстраційною службою щодо процедури проведення аукціону.
5 липня 2006 року громадський комітет «Воронежці за трамвай» провів у Першому депо акцію «Поховання старого тролейбусного руху», яка закликала звернути увагу громадськості на жахливий стан тролейбусної системи міста. Міська влада підписує з ВАТ «Тролза» договір про намір створити на базі існуючих парків нове спільне тролейбусне підприємство.
Станом на серпень 2006 року тролейбусний рух у місті обслуговує ВАТ «Воронезький тролейбус». Діє одне депо, яке обслуговує 3 маршрути. Рухомий склад представлений менше, ніж 50-ма тролейбусами ЗіУ-682, більшість із яких відпрацювали свій ресурс. У Першому тролейбусному парку до серпня 2006 року знаходились кузови тролейбусів ЗіУ-5, які раніше використовувались у місті, але їх порізали на метал. У другому депо налагоджено капітальний ремонт тролейбусів. У місті є три вантажних тролейбуси.
У 2006 році мер міста Б. М. Скринніков заявив про намір відновити повноцінний тролейбусний рух і збільшити кількість тролейбусів до 2010 року до 300 штук.
Маршрути тролейбусів (станом на листопад 2012 року):
- № 4 ВДУ — вул. Ціолковського
- № 7 ВДУ — тролейбусний парк № 2
- № 8 ВДУ — Північно-Східний район
- № 11 вул. Ціолковського — Північно-Східний район
- № 17 Вул. Перхоровича — гастроном «Молодіжний»

### Трамвай
Трамвайна система функціонувала у Воронеже з 1926 по 2009 рік, з перервою у воєнний час. До кінця XX століття була однією з найбільших у Росії. Після розпаду СРСР у міського господарства виникли великі проблеми (поганий стан доріг, неможливість експлуатації електротранспорту тощо), які до 2010 року повністю не подолані. Трамвайна система була закрита 15 квітня 2009, і Воронеж став найбільшим містом в Росії і Європі без рейкового міського транспорту. Відповідно до заяв і планів місцевої влади, у майбутньому планується створення «з нуля» систем легкорельсового транспорту у вигляді швидкісного трамвая.

## Міжнародна співпраця
Воронеж є членом Міжнародної Асамблеї столиць і великих міст. В місті розташовані представництво Міністерства закордонних справ Російської Федерації.

### Міста побратими
| Країна   | Місто   | Дата угоди |  |
| -------- | ------- | ---------- |  |
| Чехія    | Брно    | 1968       |  |
| США      | Шарлотт | 1991       |  |
| КНР      | Чунцін  | 1992       |  |
| Болгарія | Сливен  | 1995       |  |
| Іспанія  | Леон    | 1996       |  |
| Білорусь | Гомель  | 2013       |  |

## Відомі люди
В місті народились:

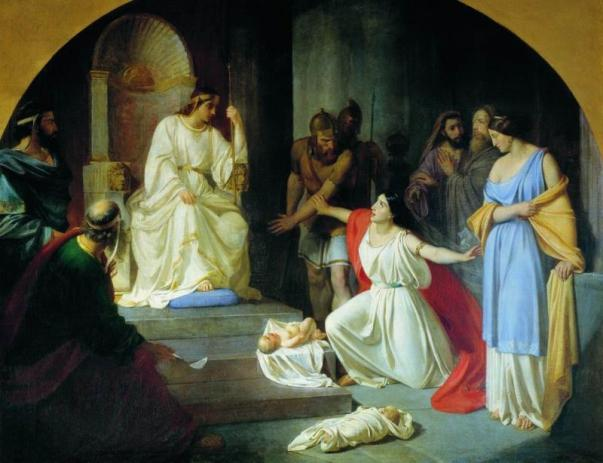
«Суд царя Соломона» (1854), Київська національна картинна галерея, Ґе Микола Миколайович

- Бакланов Григорій Якович — російський письменник;
- Борзов Олександр Олександрович — російський географ, заслужений діяч наук РРФСР (з 1935), професор Московського університету (з 1918).
- Бочаров Микола Павлович — працівник армії СССР;
- Бунін Іван Олексійович — поет, прозаїк
- Ґе Микола Миколайович — художник — релігійні роботи, історичні полотна, портрети, пейзажі
- Дегтярьова Ірина Іванівна — українська лікарка-гастроентеролог, педагог, доктор медичних наук.
- Єфремов Ігор Леонідович — російський композитор;
- Звєрєв Митрофан Степанович — член-кореспондент АН СРСР;
- Клинських (Хой) Юрій Миколайович — радянський і російський музикант
- Кольцов Олексій Васильович — поет
- Кулешов Євген Митрофанович — український науковець-радіофізик, фахівець з квазіоптики, лауреат Державної премії УРСР в галузі науки і техніки.
- Маршак Самуїл Якович — поет, драматург
- Масалов Сергій Олександрович — український науковець-радіофізик, педагог, доктор фізико-математичних наук.
- Платонов Андрій Платонович — письменник
- Чечуро Геннадій Семенович — баскетбольний тренер.

Див. також:Категорія:Уродженці Воронежа.
У місті померли:
- Астанін Андрій Микитович — генерал-лейтенант.

## Релігія

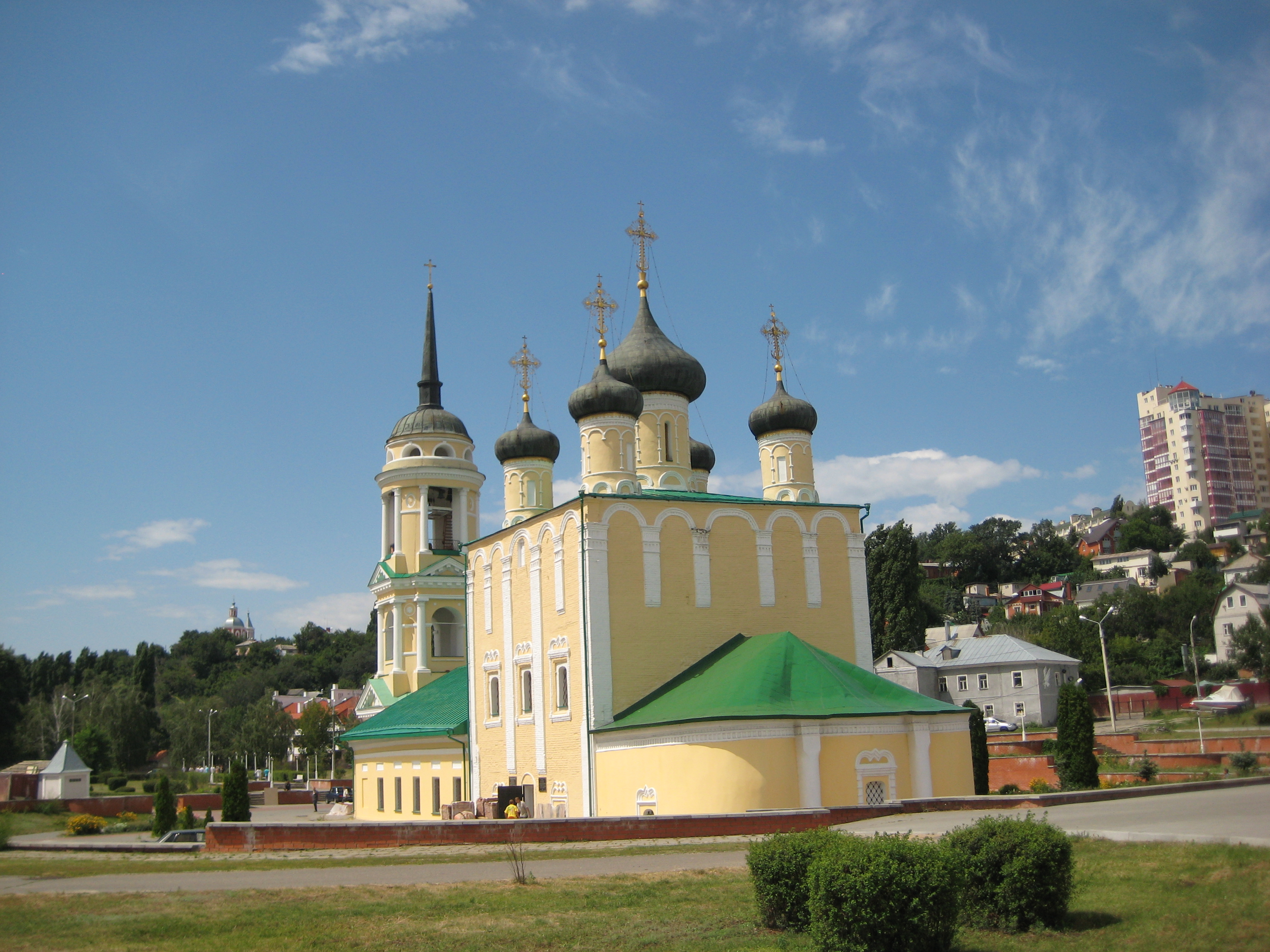
Адміралтейський храм XVII століття

Воронежці в більшій частині сповідують православ'я (РПЦ МП). У місті також діють два старообрядницькі храми, дві церкви євангельських християн-баптистів, юдейська ортодоксальна громада при Воронезькій синагозі, Церква Євангелічно-Лютеранської парафії святої Марії Магдалини і Римо-Католицька Парафія Пресвятої Діви Марії заступниці. Є декілька громад Церкви християн адвентисьтів сьомого дня.